# Municipio de Metamora (Indiana)
El municipio de Metamora (en inglés: Metamora Township) es un municipio ubicado en el condado de Franklin en el estado estadounidense de Indiana. En el año 2010 tenía una población de 974 habitantes y una densidad poblacional de 19,16 personas por km².

## Geografía
El municipio de Metamora se encuentra ubicado en las coordenadas 39°25′57″N 85°7′38″O / 39.43250, -85.12722. Según la Oficina del Censo de los Estados Unidos, el municipio tiene una superficie total de 50.84 km², de la cual 50,32 km² corresponden a tierra firme y (1,01 %) 0,51 km² es agua.

## Demografía
Según el censo de 2010, había 974 personas residiendo en el municipio de Metamora. La densidad de población era de 19,16 hab./km². De los 974 habitantes, el municipio de Metamora estaba compuesto por el 96,71 % blancos, el 0,31 % eran afroamericanos, el 0,21 % eran amerindios, el 0,21 % eran asiáticos, el 1,13 % eran de otras razas y el 1,44 % eran de una mezcla de razas. Del total de la población el 1,64 % eran hispanos o latinos de cualquier raza.